# Caritas Junior College
Pour les articles homonymes, voir Caritas (homonymie).
Le Caritas Junior College (カリタス女子短期大学, Karitasu joshi tanki daigaku) est un junior college privé catholique pour femmes situé à Yokohama dans la préfecture de Kanagawa au Japon. Établi en 1966. Il est spécialisé dans l'enseignement des études du français et de l'anglais

## Source de la traduction
- (en) Cet article est partiellement ou en totalité issu de l’article de Wikipédia en anglais intitulé « Caritas Junior College » (voir la liste des auteurs).